# Стоимир Урошевич
Стоимир Урошевич (на македонска литературна норма: Стојмир Урошевиќ) е северномакедонски футболист, нападател.

## Биография
Роден е на 24 декември 1960 година в град Тетово, тогава във Федеративна народна република Югославия. В своята кариера Урошевич играе за Вардар (Скопие) (1982 - 1986 и 1989 - 1993), като в сезон 1984/85 година тимът се класира на пето място в югославското първенство и печели право да играе за Купата на Уефа. Играе в три от четирите европейски мача на тима. Носил е екипа също на ФК Прищина, Пирин (Благоевград) (58 мача с 21 гола в А група и 31 мача с 12 гола в Б група) и Велбъжд (Кюстендил) (26 мача с 1 гол в А група и 30 мача с 18 гола в Б група). Голмайстор на Б РФГ с 18 гола през 1995 г. с отбора на Велбъжд.